# Wilhelm von Menges
Georg Philipp Wilhelm  Menges, seit 1908 von Menges, (* 20. Mai 1846 in Darmstadt; † 2. März 1916 in Dünaburg) war ein deutscher Generalleutnant und Kommandeur der 88. Infanterie-Division.

## Leben
Wilhelm von Menges wurde als Sohn des Finanzrats Ludwig Menges (1811–1898) und dessen Ehefrau Auguste Schneider (1824–1897) geboren. Sein jüngerer Bruder Alexander war Privatsekretär des bulgarischen Fürsten Alexander I.
Am 7. Mai 1872 heiratete er in Bessungen Carolina (Lina) Hickler (1850–1886) und hatte mit ihr drei Söhne und zwei Töchter. Ein Sohn verstarb kurz nach der Geburt.
Nach dem Besuch des Ludwig-Georgs-Gymnasium Darmstadt und Privatunterricht trat er 1863 in die Hessen-kasselsche Armee ein, wo er 1865 Offizier im 2. Hessischen Infanterie-Regiment wurde.
Mit der Annexion Hessens durch Preußen im Jahre 1866 wurden die Militärverbände aufgelöst und in die Preußische Armee integriert.
1867 war er Lieutenant im Großherzoglichen Scharfschützencorps.
1870/1871 erhielt er als Oberlieutenant in der Pionier-Kompagnie das Eiserne Kreuz II. Klasse und war 1877 Hauptmann im Hessischen Leib-Infanterie-Regiment 117 und kommandierte beim Generalkommando des XI. Armeekorps.
1883 wurde er Hauptmann im Infanterieregiment 65 und 1886 – zum Preußischen Kriegsministerium kommandiert – als Major 2. Stabsoffizier der Militär-Schießschule Spandau.
1890 wurde er als Major und Kommandeur mit der Wahrnehmung der Geschäfte der Militär-Schießschule Spandau beauftragt und 1892 zum Oberstleutnant befördert.
1895 wurde er als Oberst Kommandeur des Infanterie-Regiments 28 und 1897 als Generalmajor Kommandeur der 79. Infanterie-Brigade.
Er schied aus dem Militärdienst aus, wurde reaktiviert und vom 2. August 1914 bis zum 4. November 1914 als Kommandeur der 24. Infanterie-Brigade eingesetzt.
Am 27. Januar 1915 wurde er zum Kommandeur der 88. Infanterie-Division ernannt und nahm mit diesem militärischen Großverband an den Kämpfen an der Ostfront teil.
Am 2. März 1916 ereilte ihn ein Herzschlag in einem Schützengraben bei Dünaburg in Lettland.

## Orden und Auszeichnungen
- 1870/1871 Eisernes Kreuz II. Klasse
- Roter Adlerorden III. Klasse mit Schleife
- 26. Oktober 1908 erblicher preußischer Adelsstand[3][4]